# Panaxia brunnescens
Panaxia brunnescens là một loài bướm đêm thuộc phân họ Arctiinae, họ Erebidae.